# Digitalisering av det svenska trycket
Digitalisering av det svenska trycket (DST) är en samverkansgrupp och ett projekt med avsikt att arbeta med att digitalisera allt svenskt tryck. Kungliga biblioteket och de fem universitetsbiblioteken i Lund, Göteborg, Stockholm, Uppsala och Umeå deltar. 
DST är också en deldatabas i bibliotekskatalogen Libris, som innehåller länkar till fulltextversioner av drygt 40 000 (juni 2022) digitaliserade svenska tryckta publikationer, från slutet av 1400-talet fram till nyligen tryckt material, främst akademiska avhandlingar, tidskrifter och rapporter. Svenska äldre digitaliserade dagstidningar hittas istället samlade i Libris deldatabas Svenska Dagstidningar. Publikationerna är inskannade till bilder, ofta maskininlästa och indexerade med sökbar text, eller omvandlade till text.

## Bakgrund
Syftet med gruppen är att samverka kring omvandlingen av det svenska trycket till digital form och göra det tillgängligt online. Man önskar synliggöra redan digitaliserat material, upprätta gemensamma standarder för bildfångst och stärka infrastruktur för tillgängliggörande. Med kompletterande finansiering kan biblioteken genomföra större digitaliseringsprojekt tillsammans.  
Det praktiska arbetet är uppdelat i delprojekt som ska utföras under lång tid, och i arbetsgrupper med representanter från de medverkande biblioteken kring produktion, tillgängliggörande, bibliotekssamarbete, nationell samverkan och finansiering. I styrgruppen sitter representanter för deltagande bibliotek.

## Historik
Projektets avsiktsförklaring undertecknades och offentliggjordes den 28 januari 2020. Avsiktsförklaringen avsåg allt svenskt tryck "från 1400-talet fram till idag". För detta fanns dock inte finansiering, så man valde att inledningsvis påbörja digitalisering av efterfrågade tidskrifter från 1800-talets senare halva.
Karin Byström från Uppsala universitetsbibliotek är sedan februari 2021 projektledare.